# Homalopetalum
Homalopetalum é um género botânico pertencente à família das orquídeas (Orchidaceae).

## Espécies
1. Homalopetalum alticola (Garay & Dunst.) Soto Arenas, Neodiversity 2: 8 (2007)
2. Homalopetalum hypoleptum (Lindl.) Soto Arenas, Neodiversity 2: 8 (2007)
3. Homalopetalum kienastii (Rchb.f.) Withner, Cattleyas & Relatives 5: 158 (1998)
4. Homalopetalum leochilus (Rchb.f.) Soto Arenas, Neodiversity 2: 8 (2007)
5. Homalopetalum pachyphyllum (L.O.Williams) Dressler, Taxon 13: 246 (1964)
6. Homalopetalum pumilio (Rchb.f.) Schltr., Arch. Bot. São Paulo 1: 250 (1926)
7. Homalopetalum pumilum (Ames) Dressler, Taxon 13: 246 (1964)
8. Homalopetalum vomeriforme  (Sw.) Fawc. & Rendle, Fl. Jamaica 1: 106 (1910)